# Llorenç Piera
Llorenç Piera   (nacido el 4 de noviembre de 1996) es un jugador de hockey sobre hierba español.

## Carrera internacional
Es medalla de plata en el Campeonato Europeo de Hockey sobre Hierba Masculino de 2019 disputado en Bélgica.

## Participaciones en Juegos Olímpicos
- Tokio 2020, puesto 8.